# Campo di concentramento di Asti
Il campo di concentramento di Asti fu uno dei 31 campi di concentramento della Repubblica Sociale Italiana a livello provinciale per adunarvi gli ebrei in attesa di deportazione. Fu allestito nei locali del seminario vescovile che in precedenza erano stati requisiti allo scopo di ubicare gli uffici dell'ospedale militare trasferiti da Torino.
Da subito il campo divenne un sito di detenzione per le madri e le sorelle dei renitenti alla leva, arrestate tra novembre e dicembre 1943, tuttavia dopo il 19 dicembre del 1943 le detenute furono liberate, in ottemperanza all'ordinanza di polizia del RSI n.5 del ministro dell'Interno della Repubblica Sociale Italiana (RSI), Guido Buffarini Guidi, emessa il 30 novembre del '43. 
Dal primo dicembre successivo, il campo divenne luogo di detenzione per gli ebrei arrestati nei rastrellamenti effettuati dai soldati tedeschi del Terzo Reich e dagli agenti di pubblica sicurezza incaricati dalla questura di Asti. 
Dall’inizio del '44 un primo gruppo di 21 persone ebree vi fu internato, per poi essere trasferito nel carcere di San Vittore di Milano il 28 maggio 1944 e da lì, appena due giorni dopo, inviato al campo di concentramento di Auschwitz. Altri sette invece furono trasferiti al campo di Fossoli e a loro volta inviate ad Auschwitz.
Già dal 25 febbraio del ’44, le strutture del seminario non trattenevano più gli ebrei arrestati, che invece venivano subito portati nell'attiguo orfanotrofio della Consolata e a loro volta inviate ad Auschwitz.
Dal 3 aprile 1944 le autorità tedesche, presenti allora in Piemonte, presero il comando del campo che fu utilizzato a scopo di difesa, ma anche per fornire i primi soccorsi in caso di attacco della coalizione alleata.

## Persone legate al campo di Auschwitz
- Foa Guido nato il 2 agosto 1936[1]
- Jona Benvenuta Regina nata il 13 settembre 1875[1]
- Jona Marianna Bona Esmeralda nata il 17 maggio 1876[1]
- Luzzati Guido Zaccaria nato il 16 marzo 1899[1]
- Luzzatti Estella nata il 14 novembre 1909[1]
- Sacerdote Emma nata il 13 aprile 1923[1]
- Segre Ines nata il 23 gennaio 1893[1]